# 帝国宪法附加法
帝国宪法附加法（法語：Acte additionnel aux constitutions de l'Empire）是本杰明·康斯坦应归国的拿破仑一世请求而为他准备的一部宪法。附加法在1815年4月22日被签署，它大幅度修改了（事实上是替换了）先前的拿破仑宪法体系（即共和八年宪法，共和十年宪法以及共和十二年宪法），一方面将这个宪法体系变得更像波旁复辟后路易十八的1814年宪章，另一方面又忽略1814年宪章的存在。附加法的精神是自由主义，它赋予了法国人诸多未曾奢望过的权利，比如在人口小于5000人的市镇居民有权选举他们的市长。但由于拿破仑仅仅将它视为他先前宪法体系的延续，所以它的形式更像一部附加于帝国宪法的普通法案。

## 准备过程
百日皇朝时，为了重建法兰西第一帝国，从厄尔巴岛归来的拿破仑向人民保证了自由。于是，他请求自由主义的本杰明·康斯坦为他准备一部新的宪法。在1815年6月1日的公投中，虽然有许多选民弃权，这部附加法还是凭着五百万票的极高支持率得到了通过。随后，附加法在战神广场的一个庆典上被颁布。但拿破仑的迅速倒台阻止了附加法被完全应用。

## 基本原则
皇帝和两院制的议会共同行使立法权。议会由贵族院和众议院组成。贵族院成员由皇帝指定，席位世袭。众议院成员为629名公民，最低年龄为25岁。他们由各省的选举团选出，任期5年。大臣们对议会负责。这种自由化保证了人民的权利，并且终结了审查制度。但最终，这个两院制的议会仅存在了一个月。它始于1815年6月3日，终于同年7月7日。